# Mala Høy Kúko
Mala Ole Gaba Kristian Høy Kúko [maˈla ˈoːlə kaˈpa ˈkʁesti̯æn hʌi̯ ˈkukːu] (* 23. April 1969 in Tasiilaq) ist ein grönländischer Politiker (Siumut).

## Leben

### Frühes Leben
Mala Høy Kúko besuchte von 1976 bis 1986 die Schule in Tasiilaq und war dann kurz auf der Eisen- und Metallschule in Nuuk. 1987 heuerte er auf einem Trawler an. Nachdem er sich in Skagen weitergebildet hatte, wurde er Steuermann und arbeitete später als selbstständiger Fischer. Ab 2002 ließ er sich zum Lehrer umbilden und war von 2006 bis 2014 an der Tasiilap Alivarpia in Tasiilaq tätig, ab 2012 zudem als Gefängnislehrer in Tasiilaq. Mit seiner Frau Hilda hat er fünf Kinder.

### Politikkarriere
Mala Høy Kúko begann seine politische Karriere, als er bei der Parlamentswahl 2013 für die Atassut den dritten Nachrückerplatz erreichte, von wo aus er nicht ins Parlament aufrücken konnte. Bei der Wahl 2014 zog er mit 303 Stimmen erstmals erfolgreich für die Atassut ins Inatsisartut ein und wurde im Kabinett Kielsen I zum Minister für Natur, Umwelt und Justiz ernannt. Im Mai 2016 gab er das Justizministerium an Martha Lund Olsen ab, dafür wurde sein Arbeitsbereich um das Energieressort ergänzt. Die Atassut schied im Oktober 2016 aus der Regierung aus und Mala Høy Kúko nahm seinen Parlamentssitz wahr. Im April 2017 wurde er in den Kommunalrat der Kommuneqarfik Sermersooq gewählt. Im September 2017 trat er aus der Atassut aus und sorgte so dafür, dass die Partei weder im Inatsisartut noch im Rat der Kommuneqarfik Sermersooq noch ein Mandat hatte. Stattdessen trat er in die Siumut ein.
Bei der Parlamentswahl 2018 erreichte er nur den vierten Nachrückplatz für die Siumut. Dieser reichte jedoch dennoch, um ins Parlament einzuziehen, da die Siumut vier ihrer ins Parlament gewählten Politiker ins Kabinett Kielsen III berief. Als am 3. Oktober Vivian Motzfeldt aus dem Kabinett ausschied, um Parlamentsvorsitzende zu werden, schied Mala Høy Kúko aus dem Parlament aus. Nur zwei Tage später trat jedoch das Kabinett Kielsen IV in Kraft und er kam für den neuen Minister Nikolaj Jeremiassen ins Parlament. Am 18. Oktober verließ Doris J. Jensen die Regierung und Mala Høy Kúko wurde abermals aus dem Parlament verdrängt. Nur sechs Tage später meldete sich Hermann Berthelsen krank und Mala übernahm seinen Parlamentssitz. Am 29. November trat auch Simon Simonsen als Minister zurück und er schied zum dritten Mal innerhalb weniger Wochen aus dem Parlament aus. Als ebender am 1. April 2019 auch seinen Parlamentssitz zurückgab, übernahm Mala diesmal dessen Sitz, weil Jens Danielsen wegen Krankheit nicht konnte. Acht Tage später trat Nikolaj Jeremiassen als Minister zurück und Mala Høy Kúko schied ein viertes Mal aus. Bereits am Folgetag wurde er jedoch zum fünften Mal seit der Wahl im Jahr zuvor ins Parlament berufen, als Jess Svane zum Minister ernannt wurde. Er schied nach wenigen Tagen zum fünften Mal postwendend wieder aus, weil Jens Danielsen seinen Platz einnehmen konnte. Er kritisierte, dass es schwierig ist, sein Leben zu planen, wenn man so kurzfristig und häufig zwischen dem Amt als Abgeordneten in Nuuk und dem Beruf als Lehrer in Tasiilaq wechseln muss. Am 9. September 2019 wurde er erneut Mitglied des Inatsisartut, weil Laura Táunâjik in Mutterschaftsurlaub ging, schied dann aber wieder aus, weil Erik Jensen als Minister zurücktrat. Am 27. Oktober 2020 wurde er erneut Mitglied für den erkrankten Karl-Kristian Kruse und schied am 27. November 2020 wieder aus.
Bei der Parlamentswahl 2021 konnte er einen festen Parlamentssitz erringen. Zudem kandidierte er wieder bei der Kommunalwahl und verteidigte seinen Sitz im Kommunalrat. Bei der Parlamentswahl 2025 erlitt seine Partei starke Verluste und er schied aus dem Parlament aus. Es gelang ihm jedoch trotz starker Stimmverluste knapp ein weiteres Mal in den Kommunalrat einzuziehen.